# Fondmetal GR02
La Fondmetal GR02 è una monoposto di Formula 1 realizzata dalla Fondmetal ed impiegata nella seconda parte della stagione 1992. Progettata da Sergio Rinland, fu condotta in gara da Gabriele Tarquini e Andrea Chiesa, quest'ultimo sostituito in seguito da Eric van de Poele. Nonostante la GR02 mostrasse un buon potenziale, attirandosi l'ammirazione degli addetti ai lavori e dei media, le difficoltà finanziarie costrinsero il team ad abbandonare la Formula 1 dopo il Gran Premio d'Italia.

## Contesto e sviluppo
Insoddisfatto dalle performance della Fomet 1 nella stagione 1991 ed a seguito dell'apertura della stessa Fomet ad altri team (con conseguente perdita dell'esclusiva) il boss della Fondmetal, Gabriele Rumi, interruppe la collaborazione con la Fomet. Dopo aver tentato un accordo con la Tom Walkinshaw Racing, Rumi decise alla fine di rivolgersi alla Astauto di Sergio Rinland, il quale aveva precedentemente progettato la Brabham BT60; la GR02 fu la prima vettura progettata dal suo nuovo studio. Tuttavia, il cambio di progettista avvenne troppo in ritardo per permettere di progettare una nuova vettura in tempo per l'avvio di stagione; la Fomet-1 venne quindi debitamente aggiornata nella GR01.

## Vettura
La GR02 colpiva per il suo design piuttosto innovativo: esibiva un musetto rialzato e particolarmente sottile, con un alettone anteriore inglobato nello stesso e incurvato verso il basso (ispirato al design della Jordan 191 e della Tyrrell 019) che aveva il compito di incanalare il flusso d'aria verso il fondo e il diffusore della vettura.
La GR02 era spinta dal Ford HBB5 (una versione modificata del Ford HBA, utilizzata sulla Benetton B191 nella stagione precedente) in luogo del Ford Cosworth DFR, con un guadagno stimato in circa 100 CV.
Completavano il quadro tecnico il cambio Xtrac a 6 rapporti e il doppio ammortizzatore sia all'anteriore che al posteriore.

## Test
Il primo prototipo della GR02 scese in pista a Fiorano nel maggio 1992.

## Carriera agonistica
La GR02 fu portata al debutto nel Gran Premio del Canada, con Gabriele Tarquini alla guida. Nonostante avesse mostrato un buon passo, la vettura non fu testata a sufficienza e Il pilota abruzzese fu afflitto da svariati problemi di affidabilità. Riuscì comunque a qualificarsi in 18ª posizione, ma in gara il cambio lo abbandonò già dal primo giro.
Una seconda GR02 fu allestita per la corsa successiva in Francia e destinata all'altro pilota del team, Andrea Chiesa, il quale danneggiò gravemente la nuova vettura in un incidente al via con la Jordan di Maurício Gugelmin; tuttavia ne uscì indenne. Tarquini nel frattempo riuscì ad evitare la carambola, che coinvolse altre vetture, e risalì fino al 14º posto, quando al 6º giro si ruppe il cavo dell'acceleratore.
A seguito dell'incidente in Francia, Chiesa fu costretto a partecipare alla corsa successiva in Inghilterra con la vecchia GR01, in quanto il telaio della sua GR02 era troppo danneggiato e non era disponibile una nuova scocca. Tarquini invece con la nuova vettura si qualificò 15° e portò a termine la gara in 14ª posizione, un giro in più rispetto a Pierluigi Martini (15°) e due rispetto a Damon Hill (16°). Inoltre stabilì l'8º giro più veloce in gara, davanti alla Ferrari di Ivan Capelli (che in qualifica precedette Tarquini di soli 0.2 secondi) ed alla Lotus di Mika Häkkinen.
Nella gara successiva in Germania, Tarquini si qualificò 19° e risalì fino alla top ten quando la rottura del motore al 33º giro lo costrinse al ritiro.
Per il Gran Premio d'Ungheria ci fu un cambio di pilota: nella seconda GR02 Eric van de Poele prese il posto di Chiesa, il quale aveva perso la fiducia di Rumi. Entrambi i piloti riuscirono a qualificarsi agevolmente (Tarquini si piazzò 12°), tuttavia il pilota abruzzese venne coinvolto in un incidente al primo giro, mentre van de Poele finì nella sabbia al 3º giro. 
A quel punto, gli incidenti ed i problemi di affidabilità della GR02 cominciarono a pesare sulle finanze della Fondmetal; il risultato fu che il team si ritrovò a corto di ricambi in Belgio. Nonostante ciò, entrambi i piloti riuscirono a qualificarsi nei primi 15, con Tarquini che si piazzò 11°; in gara ruppe il motore dopo 25 giri, mentre van de Poele riuscì a terminare in 10ª posizione, davanti ad entrambe le March, le due Jordan, la Minardi di Gianni Morbidelli e la Larrousse di Ukyo Katayama.
Ciò comunque non portò alcun sollievo al team, che si ritrovò a corto di soldi e di ricambi a tal punto da dover imporre ai piloti un numero massimo di giri durante le prove a Monza. Tarquini si qualificò 20° e van de Poele 25°; in gara il pilota belga ruppe la frizione subito dopo la partenza, mentre Tarquini completò 30 giri prima di ritirarsi per guasto al cambio.
La crisi finanziaria in cui versava il team spinse Rumi a considerare il pilota pagante Giuseppe Bugatti per garantire la partecipazione della squadra al Gran Premio dei Portogallo, ma decise alla fine di chiudere l'attività a causa dei debiti accumulati.
Dopo il ritiro del team Fondmetal, circolò la voce che la GR02 fosse stata sviluppata nuovamente ed il progetto acquistato dal team Forti, con la vettura rinominata FG01, per la stagione 1995.

## Risultati completi
| Anno | Vettura | Motore  | Gomme | Piloti            |  |  |  |  |  |  |     |     |    |     |     |     |     |  |  |  |  |  |  |  |  |  |  |  | Punti | Pos. |
| ---- | ------- | ------- | ----- | ----------------- |  |  |  |  |  |  | --- | --- | -- | --- | --- | --- | --- |  |  |  |  |  |  |  |  |  |  |  | ----- | ---- |
| 1992 | GR02    | Ford HB | G     | Gabriele Tarquini |  |  |  |  |  |  | Rit | Rit | 14 | Rit | Rit | Rit | Rit |  |  |  |  |  |  |  |  |  |  |  | 0     | -    |
| 1992 | GR02    | Ford HB | G     | Andrea Chiesa     |  |  |  |  |  |  |     | Rit |    | NQ  |     |     |     |  |  |  |  |  |  |  |  |  |  |  | 0     | -    |
| 1992 | GR02    | Ford HB | G     | Eric van de Poele |  |  |  |  |  |  |     |     |    |     | Rit | 10  | Rit |  |  |  |  |  |  |  |  |  |  |  | 0     | -    |